# Iso Lylyjärvi
Iso Lylyjärvi är en sjö i kommunen Leppävirta i landskapet Norra Savolax i Finland. Sjön ligger 95,8 meter över havet. Den är 12 meter djup. Arean är 64 hektar och strandlinjen är 4,88 kilometer lång. Sjön  ingår i Vuoksens huvudavrinningsområde.   Den ligger omkring 48 kilometer söder om Kuopio och omkring 300 kilometer nordöst om Helsingfors. 